# Gromadnik
Gromadnik, kapelan (Mallotus villosus) – gatunek ryby stynkokształtnej z rodziny stynkowatych (Osmeridae), jedyny przedstawiciel rodzaju Mallotus.

## Występowanie
Arktyczne rejony północnego Atlantyku – w zachodniej części do Maine (USA), we wschodniej do wybrzeży południowej Norwegii.
Zwykle daleko od brzegów w przydennych warstwach wody (do 300 m głębokości), nocą blisko powierzchni wody. Ryba otwartej toni wodnej; wykonuje pionowe wędrówki dobowe. Prowadzi stadny tryb życia. Liczebność ławic jest różna w poszczególnych porach roku i zależy od rocznika ryb wchodzących w ich skład.
W starszej literaturze wyróżniano podgatunki:
- gromadnik atlantycki[4] (Mallotus villosus villosus) – podgatunek nominatywny, występujący w zachodnim Atlantyku[2],
- gromadnik pacyficzny[4] (M. v. socialis) – z Pacyfiku i wschodniego Atlantyku[2].

## Cechy morfologiczne
Dorasta do 20 cm długości (podgatunek zasiedlający północny Pacyfik nieco większy). Ma nieznacznie bocznie spłaszczone ciało, wydłużone dość mocno i wąskie. Łuski delikatne, łatwo wypadają, co najmniej 150 wzdłuż linii nabocznej. Dorosłe samce posiadają "omszone", duże łuski na linii nabocznej. Otwór gębowy szeroki (żuchwa wysunięta do przodu), oczy duże w stosunku do wielkości głowy. Gatunek ma płetwę tłuszczową (tak jak łososiowate) usytuowaną między płetwą grzbietową a ogonową. Nasada płetw brzusznych znajduje się pod pierwszymi promieniami płetwy grzbietowej. Grzbiet niebieskawozielony do niebieskoczarnego, boki zdecydowanie jaśniejsze z niebieskim połyskiem, brzuch żółtawobiały; wszystkie płetwy jasnożółte bądź jasnobrązowe.

## Odżywianie
Zooplankton.

## Rozród
Trze się w wodzie o temperaturze 2–4 °C, przy czym sam akt składania i zapładniania ikry trwa tylko około 5 sekund. Tarło odbywa się na głębokości 5–100 m na piaszczystej ławicy. Samica składa 8000–12000 kleistych jaj o średnicy 0,6–1,2 mm. Samce giną po tarle, natomiast część samic podchodzi do tarła przez okres 2–3 lat. Rozwój zarodkowy trwa zwykle 4 tygodnie, a świeżo wylęgające się larwy mierzą 4–5 mm długości. Gromadniki dojrzewają płciowo w wieku 2–4 lat po osiągnięciu przez samce 15–20, a samice 13–17 cm długości.

## Znaczenie w ekosystemie
Gromadnik jest jednym z głównych gatunków ryb, którymi odżywia się dorosły dorsz atlantycki.